# Temporel (série télévisée)
Temporel (Catweazle) est une série télévisée britannique en 26 épisodes de 25 minutes créée par Richard Carpenter et diffusée entre le 15 février 1970 et le 4 avril 1971 sur ITV.
En Belgique, la série a été diffusée sur RTL-TVI, et au Québec entre le 5 septembre 1974 et le 27 février 1975 à la Télévision de Radio-Canada.

## Synopsis
La série raconte les aventures d’un sorcier du Moyen Âge qui voyage dans le temps et aboutit en Angleterre vers 1970.

## Distribution
- Geoffrey Bayldon : Catweazle
- Robin Davies (en) : Carrot (saison 1)
- Charles 'Bud' Tingwell (en) : Mr. Bennet (saison 1)
- Neil McCarthy : Sam Woodyard (saison 1)
- Gary Warren (en) : Cedric Collingford (saison 2)
- Moray Watson : Lord Collingford (saison 2)
- Elspet Gray : Lady Collingford (saison 2)
- Peter Butterworth : Groome (saison 2)

## Épisodes

### Première saison (1970)
1. Le Soleil dans une bouteille (The Sun in a Bottle)
2. Castle Saburac
3. La Malédiction de Rapkyn (The Curse of Rapkyn)
4. L'Heure du crime (The Witching Hour)
5. L'Œil du temps (The Eye of Time)
6. The Magic Face
7. The Telling Bone
8. Le Pouvoir d'Adamcos (The Power of Adamcos)
9. The Demi Devil
10. La Maison du Sorcier (The House of the Sorcerer)
11. Les Balais à voile (The Flying Broomsticks)
12. La Sagesse de Salomon (The Wisdom of Solomon)
13. The Trickery Lantern

### Deuxième saison (1971)
1. The Magic Riddle
2. Duck Halt
3. The Heavenly Twins
4. The Sign of the Crab
5. The Black Wheels
6. The Wogle Stone
7. The Enchanted King
8. The Familiar Spirit
9. The Ghost Hunters
10. The Walking Trees
11. The Battle of the Giants
12. The Magic Circle
13. The Tirteenth Sign